# 非常呼集
非常呼集（ひじょうこしゅう）とは軍隊で、非常の事件が起った場合に、これに応じるために営内及び駐屯（基地）地周辺に居住する兵（隊員）に武装させ集合させることである。世界各国の軍隊が当たり前のものとして備えている制度であり、日本においても、自衛隊や警察の戦闘部隊には「警急呼集」と呼ばれる同様の制度がある。

## 大日本帝国軍における非常呼集
大日本帝国軍において非常呼集を要する場合は、聯隊長（聯隊長に準ずる者を含む）もしくは現在する上級先住者は「非常」の号音を吹奏させる。
この号音に下士官以下は携帯兵器を携えて兵舎前に整列する。
ただし、兵舎、砲廠、車廠などには必要な監視兵を置く。
営外に居住して不在の兵員にはただちに急報する。
各本部、中隊などはすみやかに命令受領者を聯隊本部に、各部隊は衛戍司令官のもとに命令受領者を急派する。
こうして所要の命令を待ち、行動を起こすものとされた。
「非常警報」とは、軍隊宿営間で、敵軍の来襲、土民の急襲、その他天変地異など不時の事変の起った場合、これに応じるために、宿営中の上級先任の将校または舎営司令官が、号音または信号で急を軍隊に告げることである。
これによって下士官以下は武装を整備し、まず小隊、砲車、弾薬車ごとに集合し、そののち歩兵は中隊に集合し、その他各兵種それぞれ規定がある。

## 自衛隊における非常呼集

### 陸上自衛隊
陸上自衛隊服務規則（陸上自衛隊訓令第38号）では、「駐屯地司令及び部隊長は、各種の非常の場合に応ずる計画を樹立し、その準備を周到にしておかなければならない」（第76条）とされており、「非常の場合その他の場合で非常呼集を要するときは、駐屯地司令又は現場に所在する幹部は、非常呼集の号音を吹奏させるものとする。ただし、必要がある場合には号音を吹奏しないで非常呼集を行なうことができる。」（第77条第1項）「非常呼集の場合には、各本部及び中隊等は、直ちに命令受領者を駐屯地司令又は指揮系統上上級の部隊長に差し出すとともにすみやかに所定の集合場所に集合しなければならない。」（同2項）と規定されている。そして、実施に関し必要な事項は陸上幕僚長が定めるとされている（同82条）。
即応体制として予め指定された隊員に関しては、その任務等に応じて呼集から出動までの時間が指定されている。初動対処小隊として指定された者に関しては30分、初動対処中隊として指定された者に関しては1時間以内に出動態勢が取られるよう指定されており、特に指定期間中は行き先の明示と指定時間内に出動出来るよう心構えが要求される。さらに部隊本部勤務要員に関してはさらに厳格に定められており、一般の部隊に関しては第1種（甲）（主に運用訓練・訓練担当者・情報幹部等の情報収集担当者等）、第1種（乙）（部隊長等の指定者・指揮官等）、第2種（部隊本部要員）、第3種（真にやむを得ない事情を持つ者を除く所属人員全て。遠方に滞在等で直ちに出動出来ない者に関しては、最寄りの駐屯地に出頭しその指示を仰ぐ）に分けて非常呼集連絡網図が作成されており、有事だけで無く地震などの自然災害における災害派遣にも備えた体制が組まれている。
師団司令部等に関しては、司令部第二部（連隊等は第2科）に勤務する情報幹部・情報陸曹等が最初に呼集され、情報収集等を行う。その後訓練・警備等の担当部署である第三部（連隊等は3科）や補給・管理を担当する第四部（連隊等は第4科）が招集される。
災害派遣に備えた処置の一例としては、管轄地域において震度6以上の地震発生時、呼集の有無に関わらず所属全隊員は集合するよう教育されている。非常呼集をかける者は、課業時間においては地震等の災害時においては駐屯地司令たる部隊の長及び当該部隊の訓練・防衛担当幹部等、不測の事態においては部隊の長等、課業外においては駐屯地当直司令及び部隊等当直司令（当直司令をおかない部隊に関しては部隊長が定める当直幹部）が行う。

### 航空自衛隊
航空自衛隊基地服務規則（平成5年2月22日航空自衛隊達第6号）に於いて、「部隊等の長又は基地司令等は、非常事態が発生し、又はその発生が予想され、隊員を急きょ掌握する必要があると認める場合には、非常呼集を行うものとする。」（第54条第1項）と規定され、航空自衛隊は任務の特性上、特に短時間での集合・作業が求められるため平時において出勤時の服装が常装（いわゆる制服）と決められている基地であっても、訓練を含め非常呼集の場合は作業服での出勤が認められている。非常呼集に関して必要な細部事項は、部隊等の長又は基地司令等が定める（同2項）とされている。

## 警察における非常呼集
夜間勤務担当で追いつかない大規模事故や事件発生時、携帯電話等の呼集網で呼び出され勤務に就く。

## 消防における非常呼集
火災等の発生により呼集がかけられた場合、当初指定された当直勤務・夜勤担当等が現場に急行する。他の隊員に関しては早急に出動・体制を整えて後発し先発組を追求する。

## 自治体職員等
都道府県・市町村職員他自治体職員にも当然非常呼集は存在する。主に災害時における住民の安全・道路の維持管理・ライフラインの確保等に関係する部署の職員が該当する。

## 民間企業
電気・ガス・水道等の維持管理を行う会社の担当部門は災害発生時ライフラインの確保に必要な要員が呼集される。主に災害における被害拡大を防ぐ目的等がある。

## 参考資料
- 陸上自衛隊服務規則（陸上自衛隊訓令第３８号）
- 航空自衛隊基地服務規則（平成５年２月22日航空自衛隊達第６号）